# Villeparois
Villeparois [vilpaʁwa] ist Dorf und eine Gemeinde im französischen Département Haute-Saône in der Region Bourgogne-Franche-Comté.

## Geographie
Villeparois liegt auf einer Höhe von 234 m über dem Meeresspiegel, etwa fünf Kilometer nordnordöstlich der Stadt Vesoul (Luftlinie). Das Dorf erstreckt sich im zentralen Teil des Departements, in der Talniederung des Bâtard, am Westfuß der Höhen des Fanicamp.
Die Fläche des 3,32 km² großen Gemeindegebiets umfasst einen Abschnitt im Bereich des Hügellandes zwischen dem Becken von Vesoul und der Ebene von Lure. Von Norden nach Süden wird das Gebiet vom Tal des Bâtard durchquert, der für die Entwässerung zum Durgeon sorgt. Er fließt hier mit mehreren Windungen durch eine rund 500 Meter breite Talaue, die durchschnittlich auf 225 m liegt.
Flankiert wird das Tal des Bâtard auf beiden Seiten von Anhöhen, die aus einer Wechsellagerung von sandig-mergeligen und kalkigen Sedimenten der unteren und mittleren Jurazeit bestehen. Westlich des Bâtard erheben sich die Kuppen des Mont Soleil und des Soufflotis, im Osten befindet sich der Hügel des Fanicamp, an dem mit 345 m die höchste Erhebung von Villeparois erreicht wird. Nach Norden erstreckt sich das Gemeindeareal in das Tal des Ruisseau des Vénards, eines linken Zuflusses des Bâtard, und in den Bois la Dame (bis 295 m). Das Gebiet wird überwiegend landwirtschaftlich genutzt.
Nachbargemeinden von Villeparois sind Auxon und Flagy im Norden, Colombier im Osten, Coulevon im Süden sowie Pusy-et-Épenoux im Westen.

## Geschichte
Urkundlich erwähnt wird Villeparois im Jahr 1144 unter dem Namen Villa perreti. Im Lauf der Zeit folgten die Schreibweisen Villapetri (1242), Villeperrat (1264), Villeperrot (1380), Velleperet (1450) und Vyleparoy (1711). Der Ortsname ist von den lateinischen Wörtern villa (Landgut) und petrus (steinig) abgeleitet. Seit dem 10. Jahrhundert war die Kirche von Villeparois dem Kloster Luxeuil unterstellt. Im Mittelalter gehörte das Dorf zur Freigrafschaft Burgund und darin zum Gebiet des Bailliage d’Amont. Die lokale Herrschaft ging 1264 ebenfalls an das Kloster Luxeuil. Zusammen mit der Franche-Comté gelangte das Dorf mit dem Frieden von Nimwegen 1678 definitiv an Frankreich. Heute ist Villeparois Mitglied des 19 Ortschaften umfassenden Gemeindeverbandes Communauté de communes de l’agglomération de Vesoul.

## Sehenswürdigkeiten
Die Kirche Saint-Michel in Villeparois beherbergt Statuen von den Heiligen Valbert und Johannes (16. Jahrhundert) sowie von den Heiligen Anna und Maria (18. Jahrhundert).

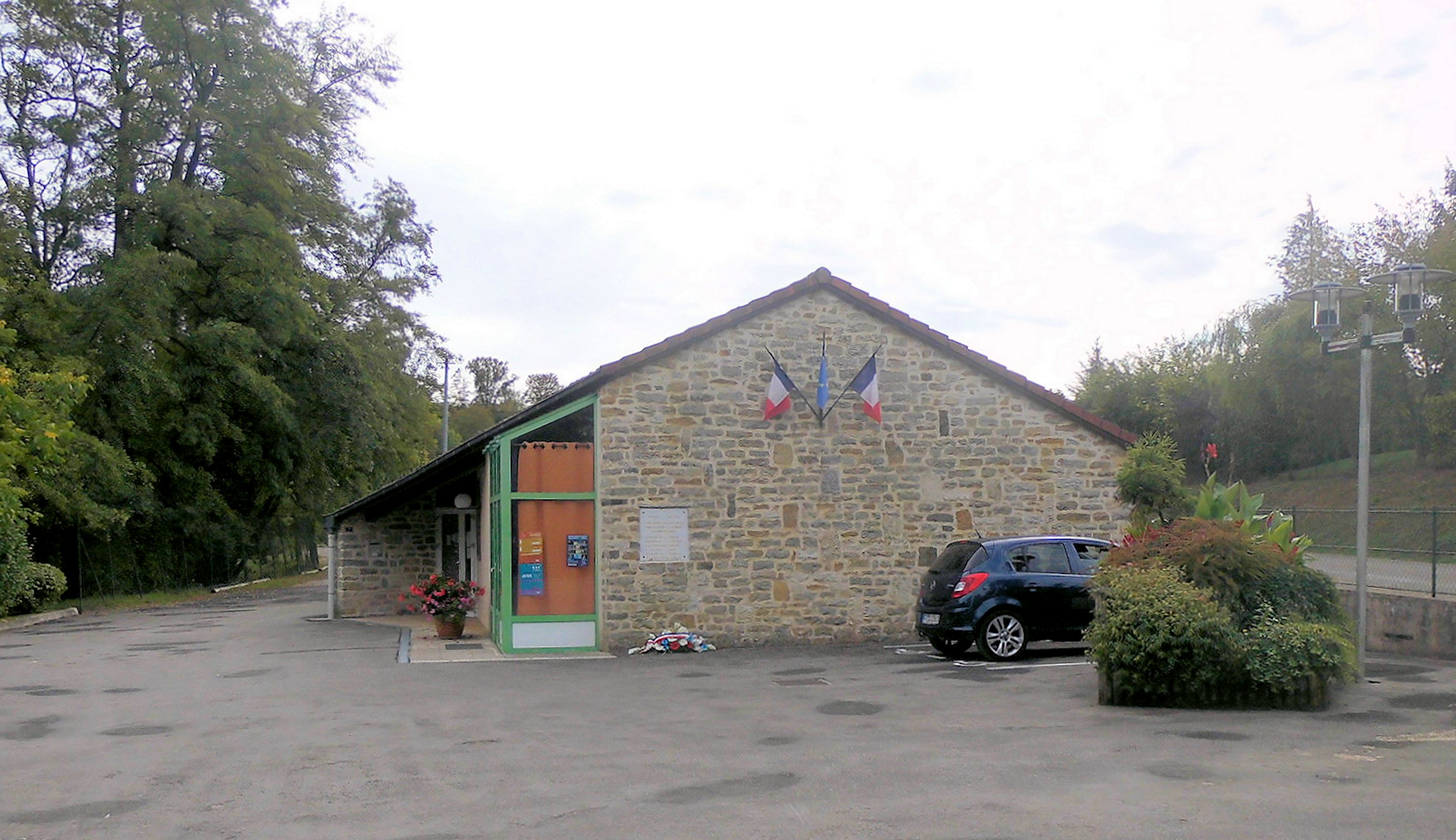
Mairie (Rathaus)
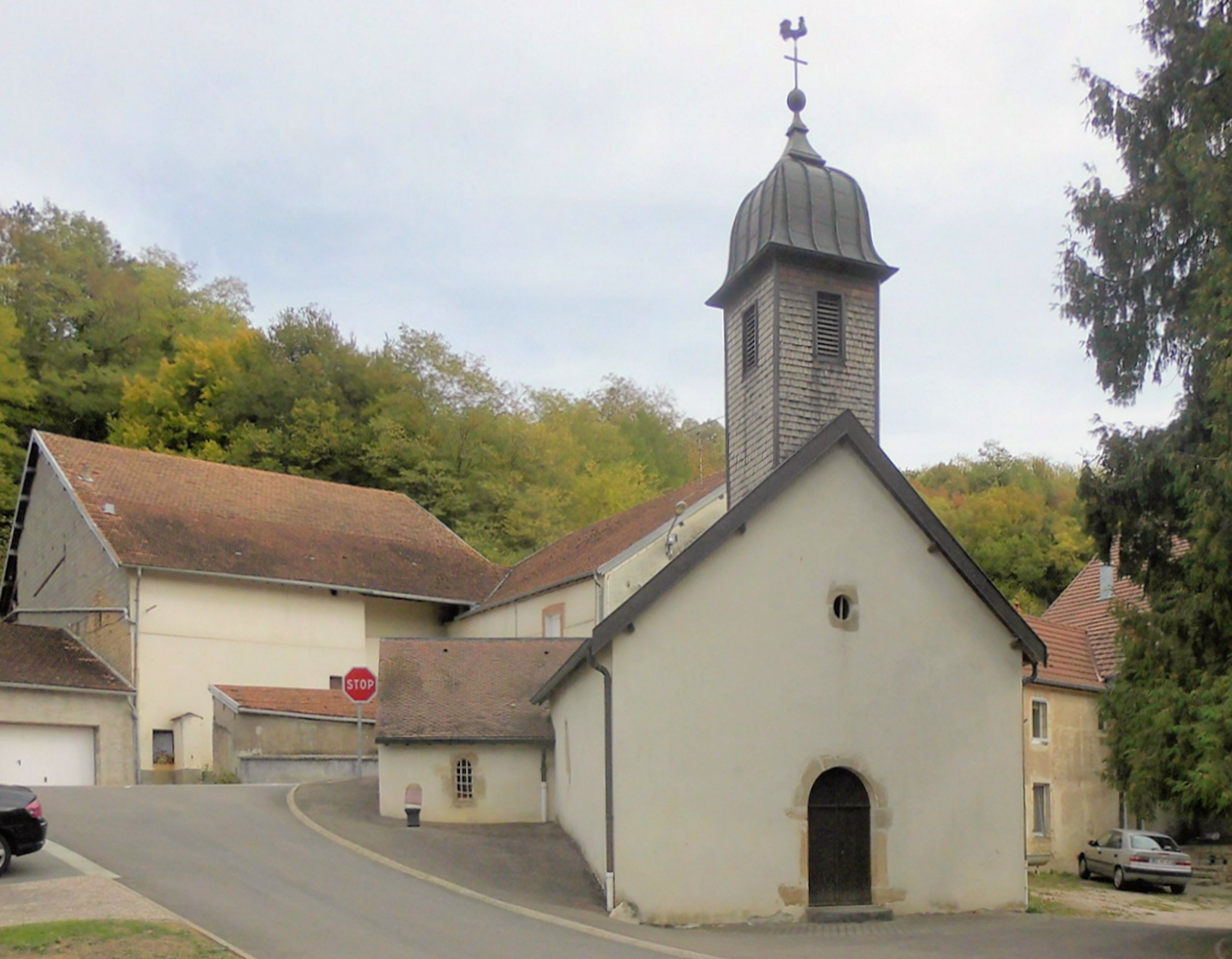
Kirche Saint-Michel
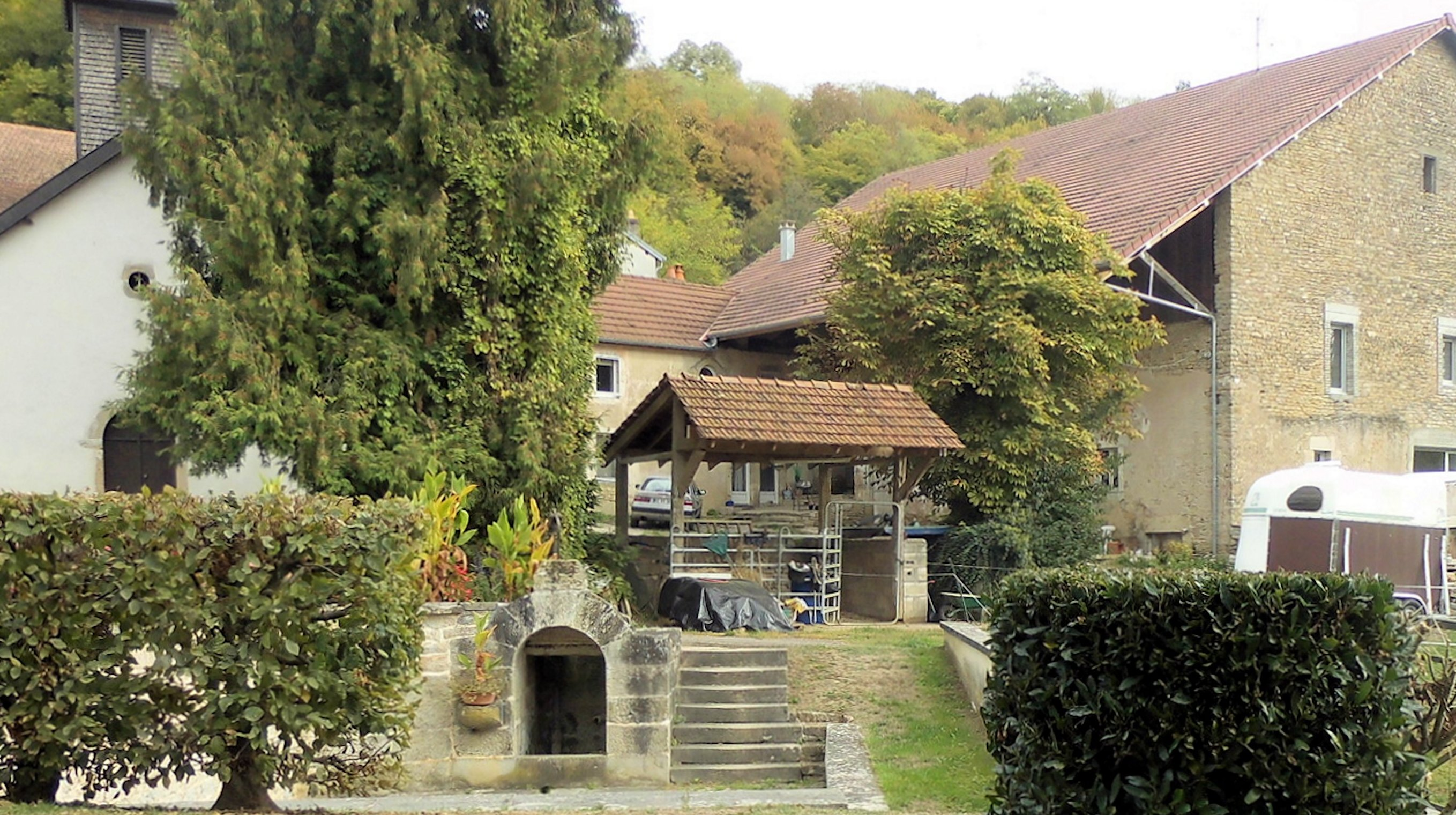
Waschhaus

## Bevölkerung
| Jahr                       | 1962 | 1968 | 1975 | 1982 | 1990 | 1999 | 2006 |
| Einwohner                  | 70   | 55   | 61   | 105  | 152  | 167  | 187  |
| Quellen: Cassini und INSEE |      |      |      |      |      |      |      |

Mit 190 Einwohnern (1. Januar 2022) gehört Villeparois zu den kleinen Gemeinden des Département Haute-Saône. Nachdem die Einwohnerzahl in der ersten Hälfte des 20. Jahrhunderts abgenommen hatte (1891 wurden noch 115 Personen gezählt), wurde seit den 1970er Jahren wieder ein deutliches Bevölkerungswachstum verzeichnet. Seither hat sich die Einwohnerzahl verdreifacht.

## Wirtschaft und Infrastruktur
Villeparois war bis weit ins 20. Jahrhundert hinein ein vorwiegend durch die Landwirtschaft (Ackerbau, Obstbau und Viehzucht) geprägtes Dorf. Heute gibt es einige Betriebe des lokalen Kleingewerbes. In den letzten Jahrzehnten hat sich das Dorf zu einer Wohngemeinde gewandelt. Viele Erwerbstätige sind deshalb Wegpendler, die in der Agglomeration Vesoul ihrer Arbeit nachgehen.
Der Ort liegt abseits der größeren Durchgangsachsen. Die Hauptzufahrt erfolgt von Vesoul via Coulevon. Eine weitere Straßenverbindung besteht mit Épenoux. Mit der Stadt Vesoul ist Villeparois durch eine Buslinie verbunden.